# Южное отделение Института океанологии РАН
Южное отделение Института океанологии имени П. П. Ширшова Российской Академии наук занимает прибрежную зону, а также северную часть акватории Голубой бухты Чёрного моря у подножия невысокого (макс. выс. 458 м в.у.м.) хребта Туапхат. Здание отделения располагается в 15 км к северо-западу от центра г. Геленджика. В своём распоряжении отделение имеет часть береговой линии бухты, морской причал, а также малое научно-исследовательское судно «Ашамба». Отделение является одним из крупнейших работодателей региона: его штат насчитывает 125 человек, в том числе несколько докторов и кандидатов наук.
На территории отделения похоронен Д. Сабинин, совершивший здесь самоубийство в 1951 году.

## Направления научной деятельности
Имеет лаборатории гидрофизики и моделирования, литодинамики и геологии, экологии и химии. Отделение специализируется на моделировании гидрофизических процессов российского сектора Чёрного моря и изучает пространственно-временную изменчивость гидрологической структуры вод всего черноморско-азовского бассейна, разрабатывает новые средства и методы ведения оперативной океанографии. Активно изучает также флору и фауну морской и прибрежной зон, в том числе процессы размножения гребневика, восстановления сосны пицундской после пожаров и др.